# Central Frontenac
Central Frontenac es un municipio canadiense situado en la provincia de Ontario.

## Superficie
Central Frontenac tiene una superficie de 991,41 km².

## Demografía
En 2021, tenía 4892 habitantes, una densidad poblacional de 4,9 hab./km², y 3618 viviendas.